# Фуегіно
Фуегі́но (ісп. Fueguino) або Кук (англ. Cook) — вулкан на острові Кук у чилійській частині архіпелагу Вогняна Земля, що являє собою кластер лавових куполів і пірокластичних конусів. Цей вулканічний комплекс розташований на південь від розлому Маґальянес-Фаґнан на плиті Скотія.